# Valea Bârluțești, Alba
Valea Bârluțești este un sat în comuna Mogoș din județul Alba, Transilvania, România.

 Acest articol despre o localitate din județul Alba este deocamdată un ciot. Puteți ajuta Wikipedia prin completarea lui.